# Sissy Spacek
Sissy Spacek, właśc. Mary Elizabeth Spacek (ur. 25 grudnia 1949 w Quitman) − amerykańska aktorka. Laureatka Oscara za rolę w filmie Córka górnika (1980).
W 2011 otrzymała własną gwiazdę w Alei Gwiazd w Los Angeles znajdującą się przy 6834 Hollywood Boulevard.

## Życiorys

### Wczesne lata
Urodziła się w Quitman w Teksasie jako córka Virginii Frances (z domu Spillman; 1917–1981) i Edwina Arnolda Spaceka Sr. (1910–2001), powiatowego agenta gospodarczego. Jej kuzynem był aktor Rip Torn. W 1967, kiedy miała 17 lat, zmarł na białaczkę jej starszy od niej o rok brat 18-letni Robbie. W 1967 ukończyła Quitman High School.

### Kariera
Karierę w show-biznesie rozpoczynała jako piosenkarka. Przez jakiś czas Sissy występowała w pubach w Greenwich Village, a także na przesłuchaniu do Decca Records. Chociaż wytwórni podobał się jej głos, nie zatrudnili jej, ponieważ mieli piosenkarkę o podobnej barwie – Loretta Lynn. W 1968 podpisała nawet niewielką umowę z Tourette Records i pod pseudonimem Rainbo nagrała piosenkę „John You Went Too Far This Time”, której słowa odnosiły się do nagiej okładki płyty Unfinished Music No.1: Two Virgins Johna Lennona i Yoko Ono. Jednak jej kontrakt nie został przedłużony.
Aktorstwa uczyła się w Instytucie Lee Strasberga. Pracowała też jako fotomodelka dla Ford Models. Na początku lat 70. zadebiutowała w kinie, jako dziewczyna, która siedzi w barze w dramacie Trash (1970), którego producentem był Andy Warhol, z Joe Dallesandro oraz w roli Poppy, nastolatki sprzedanej w niewolnictwo seksualne w dreszczowcu kryminalnym Michaela Ritchiego Pierwszorzędne cięcie (Prime Cut, 1972) u boku Lee Marvina i Gene’a Hackmana. Jednak przełomem w jej karierze okazały się role psychopatycznych, odtrąconych przez rodziców nastolatek – młodocianej morderczyni Holly w dramacie kryminalnym Terrence’a Malicka Badlands (1973) z Martinem Sheenem i Warrenem Oatesem oraz obdarzonej psychokinetycznymi zdolnościami tytułowej dziewczyny Carrie White w horrorze Briana De Palmy Carrie (1976), będącym ekranizacją pierwszej z wydanych powieści Stephena Kinga. Kreacja protagonistki Carrie przyniosła jej nagrodę specjalną na Avoriaz Fantastic Film Festival i nagrodę National Society of Film Critics (NSFC) oraz pierwszą nominację do Oscara dla najlepszej aktorki pierwszoplanowej i nagrody Stowarzyszenia Nowojorskich Krytyków Filmowych, a witryna RetroCrush.com uznała za jeden z najlepszych występów aktorskich w historii kina grozy.
Kandydowała do roli księżniczki Lei w pierwszej trylogii George’a Lucasa Gwiezdne wojny: część IV – Nowa nadzieja (Star Wars Episode IV: A New Hope, 1977), lecz po jej rezygnacji angaż otrzymała Carrie Fisher. Wystąpiła w jednej z głównych ról jako Mildred „Pinky” Rose w awangardowej komedii Roberta Altmana Trzy kobiety (3 Women, 1977) z Shelley Duvall i Janice Rule. Za rolę piosenkarki country Loretty Lynn w opartym na faktach filmie Michaela Apteda Córka górnika (1980) otrzymała Nagrodę Akademii Filmowej i Złoty Glob. Początkowo miała wystąpić jako Emma Greenway w melodramacie Czułe słówka (1983), ale ostatecznie rolę zagrała Debra Winger.
Była ponownie nominowana do Złotego Globu jako Nita Longley, rozwiedziona matka dwóch chłopców, pracująca jako operator centrali w Gregory w Teksasie podczas II wojny światowej, gdzie nawiązuje przyjaźń z marynarzem (Eric Roberts) na urlopie w dramacie Przybłęda (Raggedy Man, 1981). W dreszczowcu politycznym Olivera Stone’a JFK (1991) była żoną polityka Jamesa „Jima” Garrisona (Kevin Costner). Kolejne nominacje do Oscara dla najlepszej aktorki pierwszoplanowej zdobywała za role – jako Beth, żona amerykańskiego pisarza Charlesa Hormana (John Shea), który zaginął w Chile podczas puczu w 1973, w opartym na faktach dreszczowcu politycznym Costa Gavrasa Zaginiony (Missing, 1982), Mae Garvey w dramacie Marka Rydella Rzeka (The River, 1984) z Melem Gibsonem, jako Rebecca Magrath i Babe Botrelle w komediodramacie Bruce’a Beresforda Zbrodnie serca (Crimes of the Heart, 1986) z Diane Keaton i Jessicą Lange oraz za rolę Ruth Fowler w dramacie Todda Fielda Za drzwiami sypialni (In the Bedroom, 2001), za którą odebrała Nagrodę Satelity dla najlepszej aktorki w filmie dramatycznym i Złoty Glob.

## Życie prywatne
12 kwietnia 1974 wyszła za mąż za Jacka Fiska. Mają dwie córki: Schuyler (ur. 1982) i Virginię Madison (ur. 1988).

## Filmografia

### Filmy fabularne
- 1970: Trash jako dziewczyna przy barze (niewymieniona w czołówce)
- 1972: Pierwszorzędne cięcie (Prime Cut) jako Poppy
- 1973: The Girls of Huntington House jako Sara
- 1973: Badlands jako Holly
- 1974: Miłość na nowy rok (Ginger in the Morning) jako Ginger
- 1974: The Migrants jako Wanda Trimpin
- 1975: Katherine jako Katherine Alman
- 1976: Carrie jako Carrie White
- 1976: Welcome to L.A jako Linda Murray
- 1977: Trzy kobiety (3 Women) jako Pinky Rose
- 1978: Verna (Verna: USO Girl) jako Verna Vane
- 1980: Córka górnika (Coal Miner's Daughter) jako Loretta Lynn
- 1980: Bicie serca (Heart Beat) jako Carolyn Cassady
- 1981: Przybłęda (Raggedy Man) jako Nita
- 1982: Zaginiony (Missing) jako Beth Horman
- 1983: Człowiek z dwoma mózgami (The Man with Two Brains) jako Anne Uumellmahaye (głos)
- 1984: Rzeka (The River) jako Mae Garvey
- 1985: Historia Marie Ragghianti (Marie) jako Marie Ragghianti
- 1986: Dobranoc, mamusiu ( 'night, Mother) jako Jessie Cates
- 1986: Fiołki są błękitne (Violets Are Blue...) jako Gussie Sawyer
- 1986: Zbrodnie serca (Crimes of the Heart) jako Rebeca „Babe”/„Becky” Magrath Botrelle
- 1990: Długa droga do domu (The Long Walk Home) jako Miriam Thompson
- 1991: Niespełnione obietnice (Hard Promises) jako Chris
- 1991: JFK jako Liz Garrison
- 1992: Prywatna sprawa (A Private Matter) jako Sherri Finkbine
- 1994: Miejsce dla Annie (A Place for Annie) jako Susan Lansing
- 1994: Jak kupić nową mamę (Trading Mom) jako pani Martin/maman/mamik/Natasza
- 1995: Zacni kowboje (The Good Old Boys) jako Spring Renfro
- 1995: Harfa traw (The Grass Harp) jako Verena Talbo
- 1995: Streets of Laredo jako Lorena Parker
- 1996: Gdyby ściany mogły mówić (If These Walls Could Talk) jako Barbara Barrows (nowela 1974)
- 1996: Z potrzeby serca (Beyond the Call) jako Pam O’Brien
- 1997: Prywatne piekło (Affliction) jako Margie „Marge” Fogg
- 1999: Prosta historia (The Straight Story) jako Rose
- 1999: Atomowy amant (Blast From The Past) jako Helen Thomas Webbers
- 2000: Pieśń codziennośc (Songs in Ordinary Time) jako Marie Fermoyle
- 2001: Oskarżona (Midwives) jako Sibyl Danforth
- 2001: Za drzwiami sypialni (In the Bedroom) jako Ruth Fowler
- 2002: Ostatnie wołanie (Last Call) jako Zelda Fitzgerald
- 2002: Źródło młodości (Tuck Everlasting) jako Mae Tuck
- 2004: Dom na krańcu świata (A Home at the End of the World) jako Alice Glover
- 2005: Demon: Historia prawdziwa (An American Haunting) jako Lucy Bell
- 2005: The Ring 2 (The Ring Two) jako Evelyn
- 2005: Daleka północ (North Country) jako Alice
- 2005: Nine Lives jako Ruth
- 2006: Gray Matters jako dr Sydney
- 2006: Summer Running: The Race to Cure Breast Cancer jako pani Flora Good
- 2007: Historia Hollis Woods (Pictures of Hollis Woods) jako Josie Cahill
- 2007: Hot Rod jako Marie Powell
- 2008: Lake City jako Maggie
- 2008: Cztery Gwiazdki (Four Christmases) jako Paula
- 2009: Aż po grób (Get Low) jako Mattie Darrow
- 2010: Gimme Shelter jako Adrienne Nourse
- 2011: Służące (The Help) jako pani Walters
- 2012: Blackbird jako June

### Seriale telewizyjne
- 1969–1974: Love, American Style
- 1972–1976: The Rookies jako Barbara Tabnor
- 1972–1981: The Waltons jako Sarah Jane Simmons
- 1992: Shelley Duvall’s Bedtime Stories jako narrator (głos)
- 2010: Trzy na jednego (Big Love) jako Marilyn Densham
- 2018: Castle Rock jako Ruth Deaver

## Nagrody
| Rok  | Nagroda                           | Kategoria                                          | Film                        |
| ---- | --------------------------------- | -------------------------------------------------- | --------------------------- |
| 1981 | Złoty Glob                        | Najlepsza aktorka w filmie komediowym lub musicalu | Córka górnika (1980)        |
| 1981 | Nagroda Akademii Filmowej         | Najlepsza aktorka pierwszoplanowa                  | Córka górnika (1980)        |
| 1987 | Złoty Glob                        | Najlepsza aktorka w filmie komediowym lub musicalu | Zbrodnie serca (1986)       |
| 2001 | Sundance Film Festival            | Nagroda Specjalna Jury                             | Za drzwiami sypialni (2001) |
| 2002 | Złoty Glob                        | Najlepsza aktorka w filmie dramatycznym            | Za drzwiami sypialni (2001) |
| 2002 | Nagroda Satelita                  | Najlepsza aktorka w filmie dramatycznym            | Za drzwiami sypialni (2001) |
| 2011 | Nagroda Satelita                  | Wybitna kreacja obsady w filmie kinowym            | Służące (2011)              |
| 2012 | Nagroda Gildii Aktorów Ekranowych | Wybitna kreacja obsady w filmie kinowym            | Służące (2011)              |